# Jimmy Bryan
James Ernest Bryan (Phoenix, Arizona, SAD, 28. siječnja 1926. – Langhorne, Pennsylvania, 19. lipnja 1960.) je bivši američki vozač automobilističkih utrka.
Poznat pod nadimkom "Kauboj", Bryan je osvojio AAA prvenstvo 1954., a sljedeće godine pobjeđuje na sedam utrka, ali nedovoljno za naslov. USAC prvenstvo osvaja 1956. i 1957. U Formuli 1 nastupao je samo na utrci 500 milja Indianapolisa, gdje je 1958. godine i pobijedio. Godine 1956. pobijedio je i na utrci Monza Race of Two Worlds u Italiji.
U dobi od samo 33 godine, poginuo je u prvom krugu na Champ car utrci na stazi Langhorne Speedway. Istog dana u Formuli 1, na VN Belgije na Spa-Francorchampsu, poginuli su Alan Stacey i Chris Bristow, što čini 19. lipnja 1960. jedan od najtragičnijih dana u povijesti automobilističkih utrka.
Godine 1994. primljen je National Sprint Car Hall of Fame, a 1999. na Motorsports Hall of Fame of America. Dvije godine kasnije priljen je i na International Motorsports Hall of Fame.

## Indianapolis 500
| \| Sezona \| Momčad \| Šasija \| Motor \| Start \| Poredak \| \| ------ \| ------- \| ------ \| ----- \| ----- \| ------- \| \| 1952. \| Schmidt \| KK3000 \| Offy \| 21. \| 6. \| - Jimmy Bryan Find A Grave.com - Jimmy Bryan na racing-reference.info - Jimmy Bryan na motorsportmagazine.com |         |        |       |       |         |
| Sezona | Momčad  | Šasija | Motor | Start | Poredak |
| 1952. | Schmidt | KK3000 | Offy  | 21.   | 6.      |